# Anarquía en los Estados Unidos
La anarquía en los Estados Unidos es un fenómeno que ha existido sobre todo en la época de las Trece Colonias. Los registros históricos de estos son incompletos, ya que los historiadores tienden a mostrar poco interés en las sociedades sin estado. Sin embargo, Murray Rothbard y otros historiadores han identificado varios casos de anarquía.

## Albemarle
La zona costera al norte del estrecho de Albemarle en lo que hoy es el noreste de Carolina del Norte pudo haber existido en un estado cuasi-anarquista hasta 1663, cuando la Corona británica incluyó a Albemarle en los territorios de Carolina otorgados a un grupo de ocho propietarios feudales. Había sido un refugio para personas no quisiesen estar bajo el dominio de la Corona británica, la Iglesia anglicana, y la aristocracia terrateniente de Virginia.

## Rhode Island
Rhode Island (o "Rogue's Island") se originó como una serie de asentamientos más o menos anárquicos, fundada por personas huían de la opresión percibida por los Puritanos de la Bahía de Massachusetts. Sin embargo, Roger Williams y su grupo, mediante la compra de títulos de tierras ilegítimos de los indios, se convirtieron en un grupo feudal de monopolistas de tierras. Anne Hutchinson se convirtió en la primera anarquista explícita en América del Norte. William Coddington estableció su propio gobierno teocrático sobre la naciente colonia. El cónyuge de Hutchinson, William Hutchinson, lo derrotó en una elección; Coddington y sus seguidores se retiraron del lugar y establecieron Newport, posteriormente atacó la colonia, y Coddington fue elegido nuevamente como gobernador. Anne Hutchinson, persuadió a su esposo para que dimita de su cargo como asistente de Coddington. Anne se estableció en Pelham Bay, cerca de Nueva York. Algunos de sus seguidores, encabezados por su hermana Catalina Scott, dirigieron el nuevo movimiento bautista en Rhode Island, que fue más tarde a punto de estallar como un movimiento de anarquistas bautistas. Samuel Gorton fundó Shawomet (más tarde Warwick), que vivía en un idilio anarquista durante más de cinco años. En 1648, sin embargo, se unió a otras tres ciudades para formar la colonia de la Plantación de la Providencia, ya partir de ese momento, Warwick se encontraba bajo un gobierno, aunque sea más bien libertario por las normas del día. Otros anarquistas incluyendo a Rebecca Throckmorton, Robert West, y Ann Williams, la esposa de Robert.

## Pensilvania
William Penn inicialmente dejó de lado todos los impuestos para estimular el desarrollo rápido. Cuando más tarde trató de recoger las quit-rents, la gente insistía en nuevos aplazamientos. La colonia continuó en un estado de anarquismo individualista desde el otoño 1684 hasta finales de 1688. Después de una breve ráfaga de actividad del Estado en 1688, los impuestos fueron rechazados y la colonia volvió a sumirse en la anarquía. Cuando John Blackwell trató de imponer el gobierno, la gente puso resistencia sin llegar a la violenta. Incluso en 1692, la Asamblea se negó a aprobar una ley de impuestos. El rey Guillermo III, a finales de 1692, nombró a Benjamín Fletcher como gobernador de Nueva York y Pensilvania. La anarquía terminó en abril de 1693, cuando los impuestos se impusieron. Pero en 1694, los impuestos nuevamente desaparecieron. Pensilvania, fue restaurado a la propiedad de William Penn. En la primavera de 1695, el Consejo volvió a negarse a considerar cualquier proyecto de ley de impuestos. En total, Pensilvania se mantuvo en un estado cuasi-anarquista sin impuestos desde su fundación en 1681 hasta 1696, con la excepción de un año. El experimento con la anarquía que se denominó el "Santo Experimento".

## Las fronteras en el oeste
La producción privada de las leyes se han producido, por ejemplo, en las asociaciones de fronteras estadounidenses que se movían al oeste a una velocidad que superó con creces la expansión geográfica de los gobiernos locales, estatales, territoriales, y federales, creados de manera formal. Las leyes y el sistema legal eran establecidos por los clubes de reclamación de tierras, las asociaciones de ganaderos, las caravanas de carretas, y los campos de minería. La violencia llegó a gran escala con la llegada del Estado, así el Ejército de los EE. UU. comenzó a atacar a los indios nativos (un conflicto que se extendió a los civiles) y el Estado se hizo cargo de la legislación y las funciones de aplicación de la ley.